# .ro
.ro ist die länderspezifische Top-Level-Domain (ccTLD) des Staates Rumänien. Sie wurde am 26. Februar 1993 eingeführt und wird seitdem durch das National Institute for R&D in Informatics (deutsch Nationales Institut für Forschung und Entwicklung in der Informatik) mit Hauptsitz in Bukarest verwaltet.

## Eigenschaften
Insgesamt darf eine .ro-Domain zwischen einem und 63 Zeichen lang sein. Jede natürliche oder juristische Person weltweit kann grundsätzlich Adressen registrieren, ein Wohnsitz oder eine Niederlassung im Land sind nicht notwendig – auch nicht für den Admin-C. Allerdings verlangt die Vergabestelle im Vergleich zu anderen unrestricted ccTLDs die Angabe der Ausweisnummer sowie des Geburtstags oder einen gültigen Eintrag im Handelsregister, sofern es sich um ein Unternehmen handelt. IDN wird unterstützt. Möglich sind die rumänischen diakritischen Zeichen ă, â, î, ș und ț.
Domains können sowohl auf zweiter, als auch dritter Ebene angemeldet werden. Es gibt mehrere Second-Level-Domains, die teilweise bestimmten Zielgruppen vorbehalten sind. Beispiele dafür sind:
- .com.ro für Unternehmen
- .store.ro für E-Commerce
- .arts.ro für Kunst und Kultur
- .tm.ro für eingetragene Marken
- .www.ro allgemein für World Wide Web

Die offiziellen Vergabekriterien weisen elf Second-Level-Domains aus.

## Besonderheiten
Im Jahr 2005 gaben die aicovo GmbH aus Rosenheim bekannt, einen Vertrag mit dem National Institute for R&D in Informatics geschlossen zu haben. Ziel war die verstärkte Bewerbung der Top-Level-Domain für Interessenten aus Stadt und Landkreis Rosenheim, für das RO als Abkürzung stehen sollte. Die Kooperation wurde von der Stadtverwaltung und der Fachhochschule Rosenheim ausdrücklich unterstützt.

## Gebührenänderung
Im Jahre 2016 beschloss die rumänische roNIC, von einer einmaligen Gebührenzahlung auf einen Tarif mit jährlicher Zahlung umzustellen. Es wurde beschlossen, dass der Betrag, den Kunden vor dem 1. Dezember 2016 für eine „.ro“-Domain einmalig bezahlt haben (umgerechnet ca. 60 USD) einem Zeitraum von 5 Jahren entspricht. Somit gilt:
- Domains, die vor dem 1. Juli 2012 registriert wurden, unterliegen seit 1. Juli 2017 den jährlichen Gebühren
- Domains mit Registrierung in der Zeit zwischen dem 1. Juli 2012 und 1. Juli 2017 gelten als registriert bis 5 Jahre nach dem Erwerb, ab dann gelten die jährlichen Gebühren
- Domains, die vor 2012 registriert wurden, mussten bis zum 1. Oktober 2017 gebührenpflichtig verlängert werden, ansonsten verfiel die Domain-Registrierung.